# فوات اوکتای

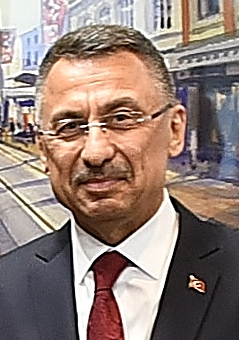
فوات اوکتای

فوات اوکتای (ترکی استانبولی: Fuat Oktay) - سیاستمدار ترکیه‌ای، و معاون رئیس‌جمهور ترکیه از ۱۰ ژوئیه ۲۰۱۸ است. از ۱۹ ژوئن ۲۰۱۶ تا زمان انتصاب وی به عنوان معاون رئیس‌جمهور، معاون نخست‌وزیر ترکیه بود.

## زندگی‌نامه
او در سال ۱۹۶۴ در چکرک، استان یوزغاد (مرکز ترکیه) به دنیا آمد. در سال ۱۹۸۵ از دانشکده مدیریت دانشگاه چوکوروا فارغ‌التحصیل شد و در آنجا به عنوان محقق مشغول به کار شد. در سال ۱۹۹۰ مدرک کارشناسی ارشد خود را در دانشگاه وین (دیترویت، ایالات متحده آمریکا) در زمینه تجارت و تولید دریافت کرد. بعدها در همان دانشگاه مدرک دکترا گرفت. تخصص او ماشین‌سازی و ارتباطات بود.

## خدمات مدنی
میان سال‌های ۲۰۱۲ تا ۲۰۱۶، اوکتای به‌عنوان رئیس ریاست مدیریت بحران و اضطرار (ای اف ای دی) خدمت نمود. او در دوران تصدی خود چندین تفاهم نامه در زمینه مدیریت ریسک و بحران با کشورهای نظیر به نمایندگی از حکومت ترکیه تنظیم نمود.

### معاون نخست‌وزیر
بعد از انتصاب بینالی ییلدیریم به عنوان نخست‌وزیر ترکیه، اوکتای در تاریخ ۱۸ ژوئن ۲۰۱۶ به عنوان معاون وزیر منتخب شد. او به علت نوسازی نهادهای اداری با پیشرفت‌های دیجیتال و فناوری نوین مشهور شد.
او در تداول کودتای ترکیه در تاریخ ۱۵ ژوئیه ۲۰۱۶ قسمتی از مقاومت مهم سیاسی بود. در طول عملیات سپر فرات و عملیات شاخه زیتون، که توسط ترکیه صورت گرفت، اوکتای به عنوان هماهنگ‌کننده بین سازمان‌های گوناگون اداری که درگیر بودند مشغول فعالیت بود.